# A Conan, a detektív fejezeteinek listája
A Conan, a detektív (名探偵コナン; Meitantei Conan) című japán detektív-manga köteteinek listája.
| #  | Kiadás dátuma        | ISBN                   |
| -- | -------------------- | ---------------------- |
| 1  | 1994. június 18.     | ISBN 4-09-123371-6     |
| 2  | 1994. július 18.     | ISBN 4-09-123372-4     |
| 3  | 1994. október 18.    | ISBN 4-09-123373-2     |
| 4  | 1995. február 18.    | ISBN 4-09-123374-0     |
| 5  | 1995. április 18.    | ISBN 4-09-123375-9     |
| 6  | 1995. július 18.     | ISBN 4-09-123376-7     |
| 7  | 1995. november 18.   | ISBN 4-09-123377-5     |
| 8  | 1995. december 9.    | ISBN 4-09-123378-3     |
| 9  | 1996. január 18.     | ISBN 4-09-123379-1     |
| 10 | 1996. április 18.    | ISBN 4-09-123380-5     |
| 11 | 1996. július 18.     | ISBN 4-09-125041-6     |
| 12 | 1996. szeptember 18. | ISBN 4-09-125042-4     |
| 13 | 1996. december 10.   | ISBN 4-09-125043-2     |
| 14 | 1997. március 18.    | ISBN 4-09-125044-0     |
| 15 | 1997. június 18.     | ISBN 4-09-125045-9     |
| 16 | 1997. augusztus 9.   | ISBN 4-09-125046-7     |
| 17 | 1997. november 18.   | ISBN 4-09-125047-5     |
| 18 | 1998. január 17.     | ISBN 4-09-125048-3     |
| 19 | 1998. április 18.    | ISBN 4-09-125049-1     |
| 20 | 1998. július 18.     | ISBN 4-09-125050-5     |
| 21 | 1998. október 17.    | ISBN 4-09-125491-8     |
| 22 | 1999. február 18.    | ISBN 4-09-125492-6     |
| 23 | 1999. április 17.    | ISBN 4-09-125493-4     |
| 24 | 1999. július 17.     | ISBN 4-09-125494-2     |
| 25 | 1999. október 18.    | ISBN 4-09-125495-0     |
| 26 | 2000. február 18.    | ISBN 4-09-125496-9     |
| 27 | 2000. április 18.    | ISBN 4-09-125497-7     |
| 28 | 2000. július 18.     | ISBN 4-09-125498-5     |
| 29 | 2000. szeptember 18. | ISBN 4-09-125499-3     |
| 30 | 2000. december 18.   | ISBN 4-09-125500-0     |
| 31 | 2001. március 17.    | ISBN 4-09-126161-2     |
| 32 | 2001. április 18.    | ISBN 4-09-126162-0     |
| 33 | 2001. július 18.     | ISBN 4-09-126163-9     |
| 34 | 2001. szeptember 18. | ISBN 4-09-126164-7     |
| 35 | 2001. december 18.   | ISBN 4-09-126165-5     |
| 36 | 2002. február 18.    | ISBN 4-09-126166-3     |
| 37 | 2002. április 18.    | ISBN 4-09-126167-1     |
| 38 | 2002. július 18.     | ISBN 4-09-126168-X     |
| 39 | 2002. november 18.   | ISBN 4-09-126169-8     |
| 40 | 2003. február 18.    | ISBN 4-09-126170-1     |
| 41 | 2003. április 9.     | ISBN 4-09-126411-5     |
| 42 | 2003. július 18.     | ISBN 4-09-126412-3     |
| 43 | 2003. október 18.    | ISBN 4-09-126413-1     |
| 44 | 2004. január 17.     | ISBN 4-09-126414-X     |
| 45 | 2004. április 5.     | ISBN 4-09-126415-8     |
| 46 | 2004. július 16.     | ISBN 4-09-126416-6     |
| 47 | 2004. október 18.    | ISBN 4-09-126417-4     |
| 48 | 2005. január 14.     | ISBN 4-09-126418-2     |
| 49 | 2005. április 6.     | ISBN 4-09-126419-0     |
| 50 | 2005. július 15.     | ISBN 4-09-126420-4     |
| 51 | 2005. október 18.    | ISBN 4-09-127361-0     |
| 52 | 2006. január 14.     | ISBN 4-09-120026-5     |
| 53 | 2006. február 17.    | ISBN 4-09-120110-5     |
| 54 | 2006. június 16.     | ISBN 4-09-120377-9     |
| 55 | 2006. szeptember 15. | ISBN 4-09-120628-X     |
| 56 | 2007. január 13.     | ISBN 978-4-09-120706-7 |
| 57 | 2007. április 5.     | ISBN 978-4-09-121110-1 |
| 58 | 2007. július 18.     | ISBN 978-4-09-121155-2 |
| 59 | 2007. október 18.    | ISBN 978-4-09-121199-6 |
| 60 | 2008. január 12.     | ISBN 978-4-09-121266-5 |
| 61 | 2008. április 3.     | ISBN 978-4-09-121340-2 |
| 62 | 2008. augusztus 11.  | ISBN 978-4-09-121464-5 |
| 63 | 2008. november 7.    | ISBN 978-4-09-121513-0 |
| 64 | 2009. április 2.     | ISBN 978-4-09-121892-6 |
| 65 | 2009. augusztus 18.  | ISBN 978-4-09-121717-2 |
| 66 | 2009. november 18.   | ISBN 978-4-09-122048-6 |
| 67 | 2010. február 18.    | ISBN 978-4-09-122146-9 |
| 68 | 2010. május 18.      | ISBN 978-4-09-122290-9 |

## Kötetek, fejezetek címei[1]
1. kötet
- 1. A modern idők Sherlock Holmes-a
- 2. Az összement nyomozó
- 3. A mellőzött nyomozó
- 4. A hatodik kémény
- 5. Az emberrabló partnere
- 6. Őrült nyomozóból nagy detektívet faragni...
- 7. Holttest egy híresség lakásán
- 8. A hasonmás
- 9. Egy kínos félreértés

2. kötet
- 10. Egy jövedelmező megfigyelés
- 11. Egy tökéletes alibi
- 12. Beszélő képek
- 13. Eltűnt személy kerestetik
- 14. Egy szegény lány esete
- 15. Keresd az óriást!
- 16. Az ördögi nő
- 17. A félelem háza
- 18. Az eltünedező gyerekek
- 19. Rémálom a pincében

3. kötet
- 20. A Hatamoto-család
- 21. Az átjárhatatlan szoba titka
- 22. Az örökség helye
- 23. Családkiirtási szándékok
- 24. Csapda a sötétben
- 25. Az álom, mely nem fog valóra válni
- 26. A havi ajándékok rejtélye
- 27. Ugyanaz a személy
- 28. Augusztus 3-a titka
- 29. Rejtve szemeid elől

4. kötet
- 30. A páncélos lovag
- 31. Az áldozat utolsó üzenete
- 32. A toll, ami nem fog
- 33. Beléjük futva
- 34. Az a négy a zöld kocsiban
- 35. A terror utolsó 10 másodperce
- 36. A kódolt üzenet: megszerezve!
- 37. A kódolt üzenet megfejtése
- 38. A válasz és még egy válasz
- 39. A világító hal valódi alakja

5. kötet
- 40. A titokzatos, bekötött arcú ember
- 41. A múmia támadása
- 42. Ran bajban van!
- 43. Támadás a sötétben
- 44. A gyilkos valódi kiléte
- 45. Gyilkosság a Kareoke-bárban
- 46. Gyilkosság vagy öngyilkosság?
- 47. A titok a dalban rejlik
- 48. Ahogy az életek keresztezik egymást...
- 49. Egy ismeretlen ismerős
- 50. Menekülés és üldözés

6. kötet
- 51. Az igazság az álarc alatt )
- 52. Három látogató?
- 53. Hármójuk alibije
- 54. Az üzenetrögzítő titka
- 55. Szavak a szekrényen
- 56. Az új csapat: Detektív Banda
- 57. Egy furcsa testvérpár
- 58. A mozgó hulla esete
- 59. A fesztiváli éj
- 60. Egy tökéletes alibi?!

7. kötet
- 61. A fotó csapdája
- 62. Meghívó a Holdfény-szigetre
- 63. A zongora átka
- 64. A hátrahagyott kottapapír
- 65. A pokoltűz titka
- 66. A véres gomb
- 67. Egy név titka
- 68. Shinichi szeretője
- 69. Ran nyomoz
- 70. Megszabott idő

8. kötet
- 71. Végre megvagy!
- 72. Az Éjszaka Bárója
- 73. Egy félelmetes vírus
- 74. Az álarc alatt
- 75. Ran könnyei
- 76. Egy csel a széllel
- 77. Az esés pontjának titka
- 78. A menyasszony tragédiája
- 79. Mérgezett citromtea?!
- 80. Az indíték

9. kötet
- 81. Veszélyes bújócska
- 82. Kövesd a hangot!
- 83. Mi?! Komolyan?!
- 84. Kogoro osztálytalálkozója
- 85. Váratlan nyom
- 86. A két Benkei, akik állva haltak meg
- 87. Férjválasztás
- 88. Ijesztő árny
- 89. Még egy hulla
- 90. Gyilkos, aki nem válogat?

10. kötet
- 91. A vizes idő-különbség trükk
- 92. A Nyugat nagy nyomozója
- 93. Két agy, két logika
- 94. Hol a Kelet nagy nyomozója?
- 95. A Kelet nagy nyomozója felbukkan
- 96. A forró test
- 97. Az alattomos gyilkos
- 98. Eggyel több utas
- 99. Tragédia a hóviharban
- 100. Az utolsó szavak

11. kötet
- 101. A beszédes ruhadarab
- 102. Halál élő adásban
- 103. Egy feltételezett útvonal
- 104. A speciális közvetítés
- 105. A kulcsfigura
- 106. A gyilkos fegyver
- 107. Két rejtély
- 108. A büntetőterem
- 109. A sakura és a lyuk a falon
- 110. A lebegés művészete

12. kötet
- 111. A professzor kincses ládája
- 112. A fekete nap
- 113. Micsoda kincs!
- 114. Váratlan találkozás
- 115. A bomba célpontja
- 116. Az elveszett nyom
- 117. Viszontlátás Mycroftban
- 118. A nő, aki túl sokat tudott
- 119. A titokzatos robbanás
- 120. Egy felfedett hazugság

13. kötet
- 121. A valódi kilét
- 122. Mit láttak a szemtanúk?
- 123. A gyanús hármasikrek
- 124. A fivérek szomorú kapcsolata
- 125. A leeső hulla
- 126. Gyanús öngyilkosság
- 127. A virág és a lepke
- 128. Menekülés
- 129. A Gomera szörny tragédiája
- 130. Egy arc hátulról

14. kötet
- 131. Egy kép a múltból...
- 132. Számok a telefonon
- 133. Ismétlés elölről
- 134. Vallatás hulló falevelek közt
- 135. Egy anya szívében...?
- 136. Conan mosolya
- 137. Yukiko mosolya
- 138. A másik...
- 139. Váratlan társaság
- 140. Az utolsó vendég

15. kötet
- 141. Nincs meg?!
- 142. Eltűnt a fegyver!
- 143. Könnyes igazság
- 144. Ugyanaz a hang?!
- 145. Amit akarnak
- 146. Duett?
- 147. Nyald meg az ujjad!
- 148. A varázstrükk
- 149. Az ördög hívása
- 150. Véres kötés

16. kötet
- 151. Fehér gyilkos
- 152. Az igazságot rejtő telefon
- 153. A lángok gyűrűje
- 154. Az iskola furcsa csodái
- 155. Van ott valaki?
- 156. A találkozás
- 157. A bukás
- 158. Előérzet
- 159. Finálé
- 160. A fazekas cselszövése

17. kötet
- 161. A mozdulatlan bizonyíték
- 162. Egy hang ölte meg?!
- 163. A három rejtély
- 164. Elveszett fegyver
- 165. Hogy is felejthettem el?
- 166. Mit tegyünk?
- 167. A kakukkos óra
- 168. Megjelenik a démon
- 169. L-N-R
- 170. Megvannak a szereplők

18. kötet
- 171. Hasonlónak kell lenniük
- 172. Két szoba
- 173. Az első szerelem...
- 174. Az égő igazság
- 175. Nyisd ki szíved!
- 176. Az új tanuló
- 177. A fekete ruhás nő
- 178. Fedőneve: Sherry
- 179. Nem egy kislány
- 180. Sakk-matt

19. kötet
- 181. Miért...
- 182. Az eltűnt író
- 183. Az 1/2 tetőpontja
- 184. Franciaországban...
- 185. A mozgalmas város
- 186. A negyedik pénztárca
- 187. A pénztárcában…
- 188. A jogosítvány titka
- 189. Célpontban a labda
- 190. 56 000 túsz

20. kötet
- 191. Egy távoli szem
- 192. Menekülj!
- 193. A hó közepén
- 194. Gyanús viselkedések
- 195. Keresés
- 196. Az égből
- 197. Viszlát...
- 198. Nyilvánvaló bizonyíték
- 199. Testvérszeretet
- 200. Meghívás egy elszigetelt kastélyba

21. kötet
- 201. És megint...
- 202. Visszaszámlálás
- 203. Az elefántcsontszínű torony
- 204. A hivatás kezdete
- 205. Zárt fülke a levegőben
- 206. Az utolsó ütőkártya
- 207. A szív mélyén rejtve
- 208. Gyilkosság telefonálás közben
- 209. A felügyelő átveszi a nyomozás irányítását
- 210. Váratlan rivális
- 211. Egy kellemes nap Tokióban

22. kötet
- 212. Pár-divat
- 213. A bizonyíték
- 214. Aki utoljára nevet
- 215. A Hokutosei-expressz
- 216. A vonat átkutatása
- 217. Folytatása következik
- 218. Az utolsó állomás
- 219. Hajrá Sonoko!
- 220. Az alvó szépség
- 221. A rúgások hercege

23. kötet
- 222. Az utolsó film
- 223. Tükörben az igazság
- 224. Álomvilág
- 225. A "Szürke Tervező"
- 226. Fellángoló gyilkos-vágy
- 227. Egy váratlan cél
- 228. Elnyelve a hullámokban
- 229. Ez az igazság!
- 230. A túlélő szemtanú
- 231. Kezdődik a nyomozás!

24. kötet
- 232. Bizonyíték keresés
- 233. Visszaszámlálás
- 234. Még fél év
- 235. A sötétben
- 236. Hihetetlen összefüggések
- 237. Szívem mélyéből
- 238. Az áruló utcája
- 239. Egy fekete temetés megrendezése
- 240. Váratlan szétválás
- 241. Lövés a múltból
- 242. Egy fehér világ

25. kötet
- 243. Nem olyan, mint a többiek?!
- 244. Az áldozat nem beszél
- 245. Kísérleti szavak
- 246. A pók-villa
- 247. Horrort látva
- 248. Heiji kiáltása
- 249. Heiji haragja
- 250. Amit szavakkal nem lehet kifejezni
- 251. A Detektív Banda barlangja
- 252. Lelkes nyomozók
- 253. A sárkány útja

26. kötet
- 254. Egy megbolondított szív
- 255. A harmadik lehetőség
- 256. A rejtett igazság
- 257. A visszatérés
- 258. Pillanatnyi nyugalom
- 259. A jelmez titka
- 260. Az ígért hely
- 261. A nagy citera
- 262. Az eltűnő hang
- 263. Jöjj el tavasz?

27. kötet
- 264. Kölcsönkenyér visszajár (Kóstoló a saját gyógyszeredből)
- 265. Egy fontos szemtanú
- 266. Határozott döntés
- 267. A 18 évvel ezelőtti férfi
- 268. Fogva tartott nyomozó
- 269. Időkorlát
- 270. Kezdődjék a játék!
- 271. TTX
- 272. Vége a játéknak!
- 273. Az ellenféllel egy csónakban

28. kötet
- 274. A kis célpont
- 275. A gyilkosság oka
- 276. A hazug kliens
- 277. Bizonyíték a kézben
- 278. A felbőszült asszony
- 279. A hableány átka
- 280. Az idős asszony jóslata
- 281. Az ördög nyila
- 282. Az utolsó nyíl
- 283. Meg nem értett szívek
- 284. Kalap alá rejtett titok

29. kötet
- 285. A gyanú
- 286. Egy váratlan indok
- 287. A láthatatlan ellenség
- 288. Vészjelzés
- 289. Az igazság alá rejtve
- 290. Kutya-rajongók
- 291. Egy apró nyom
- 292. Eltűnt bizonyíték
- 293. Az oszakai K3
- 294. Az utolsó lehetőség
- 295. Piros lap

30. kötet
- 296. Vágd oda neki egyenesen!
- 297. A nyílt zárt-terep
- 298. Az idő csapdájában
- 299. A találkozó
- 300. A tragédia
- 301. A gyilkosság
- 302. A szúrás
- 303. Genta szerencsétlensége
- 304. Genta csapdája
- 305. Az alján...
- 306. Nyomokkal körülvéve

31. kötet
- 307. A kimondatlan szó
- 308. Az imposztor bemutatkozása
- 309. Az igazság az imposztorról
- 310. Hazugságok ideje
- 311. Meleg óceán
- 312. Akit elkapott a háló
- 313. Bátor döntés
- 314. Naniwa(Nyugat) harcosa
- 315. Láthatatlan harcos
- 316. Az igazság harcosa
- 317. Az uralkodó palotája

32. kötet
- 318. Az uralkodó kincse
- 319. Vissza múltba
- 320. Egy apa szívében...
- 321. A szomorú tigris-tekercs
- 322. Egy régvárt találkozó
- 323. A sztárok titka
- 324. Egy sztár megbánása
- 325. Az elhagyott oroszlán
- 326. P&A
- 327. Egy hülye terv
- 328. Sato tervezett házassága

33. kötet
- 329. Sato furcsaságai
- 330. Sato érzései
- 331. Véres Valentin-nap 1.
- 332. Véres Valentin-nap 2.
- 333. Véres Valentin-nap 3.
- 334. Véres Valentin-nap 4.
- 335. Egy feleség mementója
- 336. Tiszta szimat
- 337. Egy virág élete...
- 338. Az X jelentése
- 339. Kör-iksz-háromszög-négyzet?!

34. kötet
- 340. Ideje leszüretelni az almát
- 341. A nyom, ami ellene szól
- 342. A különös szomszéd
- 343. Ki vagy te?
- 344. Fújjolás vihara
- 345. Gyanús szurkolók
- 346. Egy álszurkoló
- 347. Esős deja-vu
- 348. A félrevezető törlőkendő
- 349. Kitisztult memória
- 350. Aranyalma 1.

35. kötet
- 351. Aranyalma 2.
- 352. Aranyalma 3.
- 353. Aranyalma 4.
- 354. Aranyalma 5.
- 355. A kísértet-ház titka 1.
- 356. A kísértet-ház titka 2.
- 357. A kísértet-ház titka 3
- 358. Mitsuhiko eltűnése 1.
- 359. Mitsuhiko eltűnése 2.
- 360. Mitsuhiko eltűnése 3.
- 361. Halál sziget

36. kötet
- 362. Veszélyes látogató
- 363. Titokzatos szavak
- 364. Goosoh szolgája
- 365. A hercegnő és a sárkány palotája
- 366. Veszélyben a parádé!
- 367. Bizonyíték a felvételen
- 368. A robbantó célja
- 369. A nyomozó, aki nem tért vissza
- 370. Kitörölhetetlen emlék
- 371. Vörös csapda
- 372. A legfontosabb ezen a világon

37. kötet
- 373. Ég veled!
- 374. Kogoro döntése 1.
- 375. Kogoro döntése 2.
- 376. Kogoro döntése 3.
- 377. A sötétség léptei 1.
- 378. A sötétség léptei 2.
- 379. A sötétség léptei 3.
- 380. Fehér hó, fekete árnyék
- 381. Veszélyes találka
- 382. Utazótársak

38. kötet
- 383. Az új találmány
- 384. Egy váratlan kincs
- 385. Ayumi aggodalma
- 386. Lépcsők a naplementében
- 387. Egy megbecstelenített hős
- 388. Farkas-árnyék
- 389. Aki soha nem lehet Farkasarc
- 390. Heiji és Kazuha nagy veszélyben! 1.
- 391. Heiji és Kazuha nagy veszélyben! 2.
- 392. Heiji és Kazuha nagy veszélyben! 3.

39. kötet
- 393. A csábító vörös ló
- 394. A vörös ló árnyéka
- 395. A vörös ló gazdája
- 396. A vörös ló, amit a szemtanú látott
- 397. Béna utánzás
- 398. Szétszakított barátság 1.
- 399. Szétszakított barátság 2.
- 400. Szétszakított barátság 3.
- 401. Egy apró kliens
- 402. Anyajeggyel
- 403. Vörös anyajegy?

40. kötet
- 404. Légy óvatos egy édes randin!
- 405. Félrevezetett nagy vadászat
- 406. Félrevezetett, de sikeres letartóztatás
- 407. Tenisz-pálya tele emlékekkel
- 408. Gyanús curry
- 409. Elment a hangom?!
- 410. Agasa első szerelme
- 411. Az emlékek helye
- 412. Első szerelem-találkozás-ég veled!
- 413. Kogoro nagy vesztesége